# Pandanus archboldianus
Pandanus archboldianus är en enhjärtbladig växtart som beskrevs av Elmer Drew Merrill och Lily May Perry. Pandanus archboldianus ingår i släktet Pandanus och familjen Pandanaceae. Inga underarter finns listade.